# Magdalenasteenweg
De Magdalenasteenweg (Frans: rue de la Madeleine) is een oude straat in Brussel. Ze stijgt van het kruispunt Grasmarkt-Spoormakersstraat naar het Albertinaplein aan de voet van de Kunstberg.

## Naam
Al van in de 13e eeuw duikt de straat op onder de simpele naam steenwech, waarschijnlijk omdat het de eerste geplaveide weg van de stad was. Mogelijk maakte hij deel uit van een langer tracé dat van de Vlaamsepoort naar de Naamsepoort liep, al bestaat hierover discussie. In 1622 sprak men nog eenvoudig van den Steenweg, maar in 1639 treffen we voor het eerst Magdalenastraat aan, naar de Magdalenakerk. Eind 17e eeuw is de weg in het Frans aangegeven als rue de la Chaussée. Vanaf de 18e eeuw begon de naam Magdalenasteenweg te domineren. Het Franse bewind noemde hem rue de la Capitole, omdat hij richting Koudenberg leidde met hun Temple de la Raison.

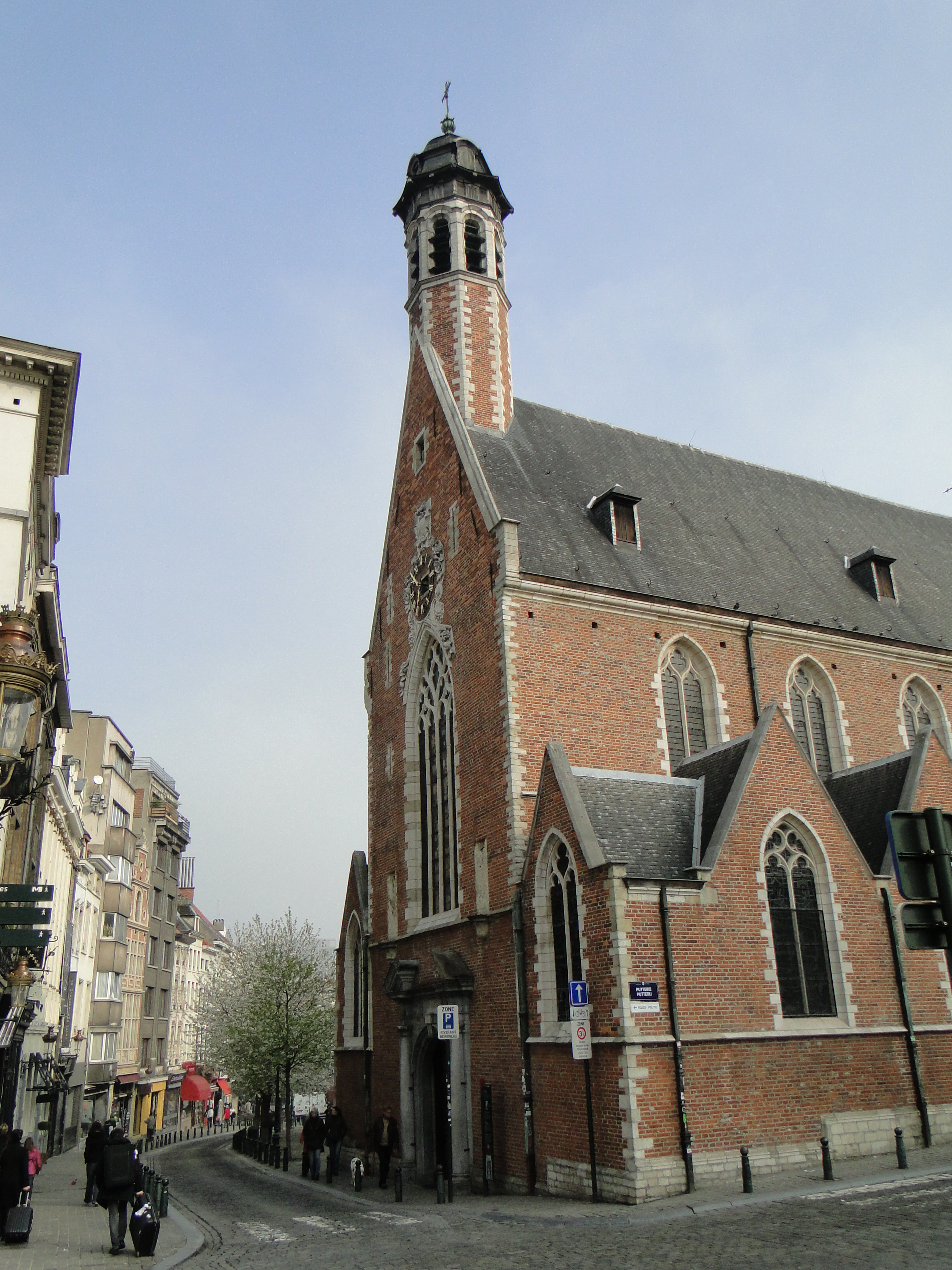
Lager straatdeel met de sympathieke Magdalenakerk, nu volledig vrijstaand.

## Geschiedenis
In de 19e eeuw stond de Magdalenasteenweg bekend als de chicste straat van Brussel, met verschillende luxewinkels. Dit was een gedaanteverwisseling tegenover vroeger: in de 16e eeuw kende de drukke steenweg houten barakken die tegen het Magdalenakerkje waren aangebouwd. De Tolkamer maande de kapelmeesters herhaaldelijk aan ze te doen verwijderen (1509, 1549, 1628). Na het bombardement op Brussel lag driekwart van de straat in puin. De heropbouw zag verschillende houten huizen herrijzen, waarvan er drie in 1771 met groot geraas instortten.
Dit lijkt de omslag te hebben ingeluid. Uit 1825 dateert een reclame die trots de gevels van beide straatkanten laat defileren, met publicitaire opschriften. De feestelijk verlichte vitrines werden vernoemd in reisgidsen. Onder de gerenommeerde zaken was boekhandel Libry-Bagnano, die vakkundig geplunderd werd door de revolutionairen van 1830.
De gloriejaren duurden tot begin 20e eeuw. Enkele huizen sneuvelden voor de aanleg van de Sint-Jansstraat en de Duquesnoystraat, terwijl de Noord-Zuidverbinding in 1937 de mondaine feestzaal Grande Harmonie verzwolg (gebouwd door Cluysenaar in 1841 op de tuin van het historische Hôtel d'Angleterre, dat in 1763 de Mozarts te gast had tijdens hun grand tour en in 1798 Napoleon). Maar de grote amputatie gebeurde zonder reden van openbaar nut: in 1950 werd beslist om de hele pare kant van de straat tegen de vlakte te gooien. Op de Magdalenakerk na is het nog steeds een open ruimte. Er is een parkje aangelegd waar zich de ingang bevindt van de galerij naar de perrons van het Centraal Station (aangelegd 2005-10).

## Bezienswaardigheden
- 15e-eeuwse Magdalenakerk
- nr. 53: Café L'Albertine, waar "Farid le Fou" - gangster met penitentiair verlof - in 2005 gedurende 33 uur zijn schoonmoeder en schoonzus gijzelde.
- nr. 55: 18e-eeuwse barokgevel met ingang Bortiergalerij
- nr. 61: Huis Venetië uit het begin van de 18e eeuw, met medaillons van Asia en America en hermen van Afrika en Europa[3]

## Voetnoten
1. ↑  Bram Vannieuwenhuyze, Brussel, de ontwikkeling van een middeleeuwse stedelijke ruimte , Proefschrift Geschiedenis, Universiteit Gent, 2008, nr. 1.1.600 en 1.1.601. Gearchiveerd op 28 augustus 2021.
2. ↑  Véronique Van de Kerckhof e.a. (eds.), Le peintre et l'arpenteur. Images de Bruxelles et de l'ancien duché de Brabant, 2000, p. 250. ISBN 9782804604042
3. ↑  Paulo Charruadas, "Venise, maison dite", in: Dictionnaire d'Histoire de Bruxelles, 2013, p. 838